# الصفيحة الأسترالية
الصفيحة الأسترالية هي صفيحة تكتونية رئيسة في نصف الأرض الشرقي، وإلى حد كبير في نصف الأرض الجنوبي. كانت أستراليا في الأصل جزءًا من قارة غندوانا القديمة، وظلت متصلة بالهند والقارة القطبية الجنوبية ما يقرب من 100 مليون سنة مضت عندما انفصلت الهند وبدأت في التحرك شمالًا. بدأت أستراليا والقارة القطبية الجنوبية في التصدع قبل 85 مليون سنة وانفصلوا تمامًا قبل 45 مليون سنة.
اندمجت الصفيحة الأسترالية في وقت لاحق مع الصفيحة الهندية المجاورة أسفل المحيط الهندي لتشكيل صفيحة هندية أسترالية واحدة. ومع ذلك، تشير الدراسات الحديثة إلى أن الصفيحتين قد انفصلتا مرة أخرى وكانتا صفيحتين منفصلتين لمدة 3 ملايين سنة على الأقل وربما لفترة أطول. تشمل الصفيحة الأسترالية قارة أستراليا، بما في ذلك تاسمانيا، بالإضافة إلى أجزاء من غينيا الجديدة ونيوزيلندا وحوض المحيط الهندي.

## نِطَاق
تغطي القشرة القارية لهذه الصفيحة أستراليا بأكملها، وخليج كاربنتاريا، وجنوب غينيا الجديدة، وبحر آرافورا، وبحر المرجان. تشمل القشرة القارية أيضًا شمال غرب نيوزيلندا وكاليدونيا الجديدة وفيجي. تشمل القشرة المحيطية جنوب شرق المحيط الهندي وبحر تسمان وبحر تيمور. يحد الصفيحة الأسترالية (في اتجاه عقارب الساعة) الصفيحة الأوراسية، وصفيحة الفلبين، وصفيحة المحيط الهادي، والصفيحة القطبية الجنوبية، والصفيحة الإفريقية، والصفيحة الهندية.

## جغرافية
الجانب الشمالي الشرقي معقد ولكنه عمومًا حدود متقاربة مع صفيحة المحيط الهادي. تندس صفيحة المحيط الهادئ تحت الصفيحة الأسترالية، التي تشكل خنادق تونغا وكيرماديك، وقوس جزيرة تونغا وكيرماديك الموازية. كما قامت برفع الأجزاء الشرقية من الجزيرة الشمالية لنيوزيلندا.
تتعرض قارة زيلانديا، التي انفصلت عن أستراليا قبل 85 مليون سنة وتمتد من كاليدونيا الجديدة في الشمال إلى جزر نيوزيلندا شبه القطبية [الإنجليزية] في الجنوب، الآن للتمزق على طول حدود التحول التي يميزها فالق جبال الألب [الإنجليزية].
تصبح الحدود جنوب نيوزيلندا حدودًا تحولية متقاربة، منطقة فالق ماكواري [الإنجليزية]، حيث تبدأ الصفيحة الأسترالية في الاندساس تحت صفيحة المحيط الهادئ على طول خندق بويسيجور [الإنجليزية]. يمتد حيد ماكواري إلى الجنوب الغربي من هذا الخندق.
الجانب الجنوبي هو حدود متباعدة مع الصفيحة القطبية الجنوبية تسمى الحيد الهندي الجنوب الشرقي (SEIR).
لا تتوازى حدود الاندساس عبر إندونيسيا مع خط والاس الجغرافي الحيوي الذي يفصل بين الحيوانات الأصلية في آسيا وحيوانات أستراليا. تقع الجزر الشرقية لإندونيسيا بشكل رئيسي على الصفيحة الأوراسية، ولكن بها حيوانات ونباتات مرتبطة بأستراليا. تقع جنوب شرق جرف سوندا [الإنجليزية].

## الأصول
يدعم العمر الترسيبي لمجموعة جبل بارين على الحافة الجنوبية من كراتون يلغارن [الإنجليزية] وتحليل منشأ الزركون الفرضية القائلة بأن التصادمات بين كراتونات بيلبرا – يلغارن ويلغارن – غاولر جمعت قارة أسترالية أولية منذ 1،696 مليون سنة (داوسون وآخرون 2002). 

## السرعة
تتحرك الصفيحة الأسترالية، بما فيها أستراليا، بشكل أسرع من الصفائح الأخرى. تتحرك الصفيحة الأسترالية حوالي 6,858 سم في السنة في اتجاه الشمال مع دوران صغير في اتجاه عقارب الساعة. يجب تحديث نظام تحديد المواقع العالمي بسبب الحركة، حيث تتحرك بعض المواقع بشكل أسرع.